# Драма (жанр)

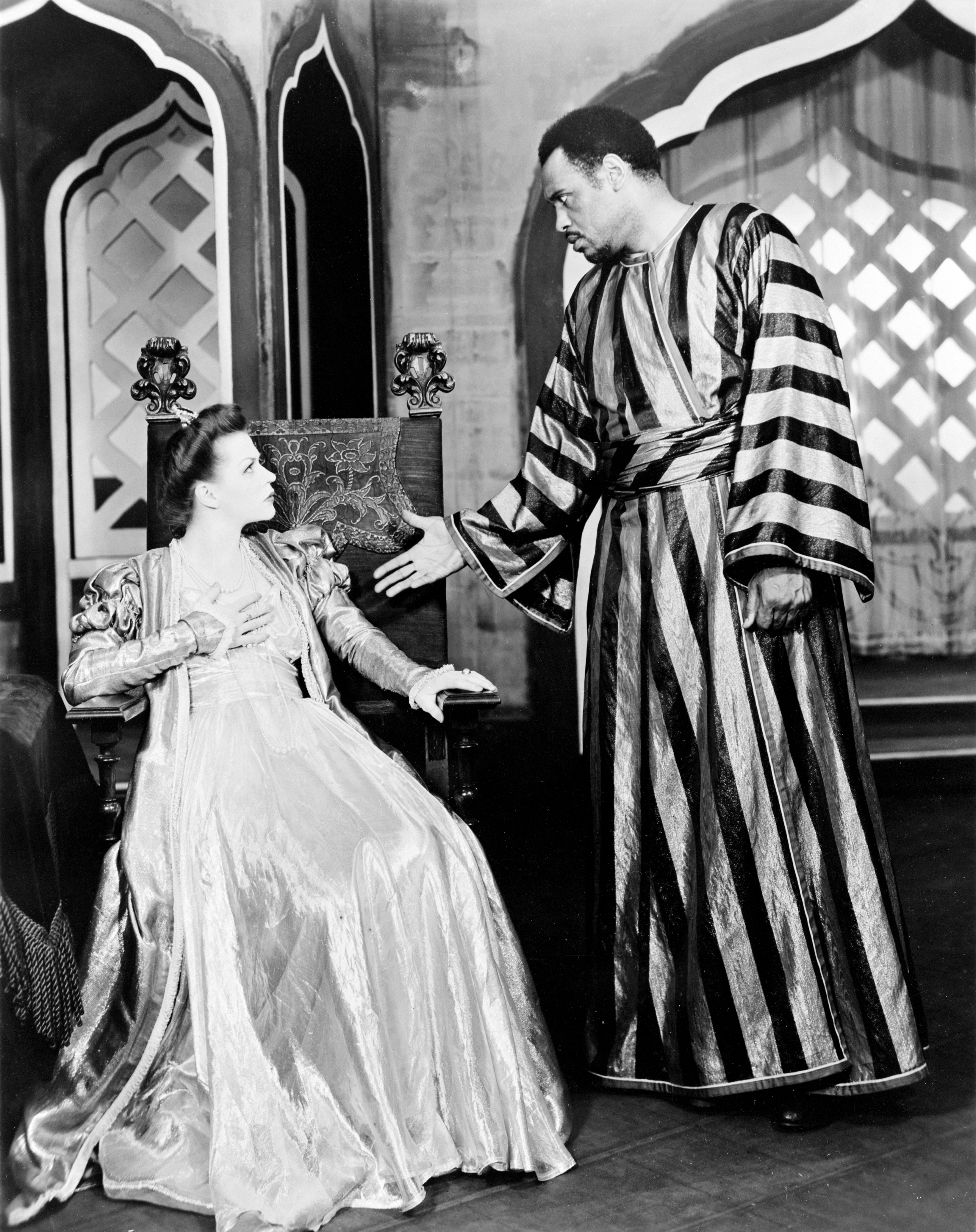
Отелло

Дра́ма (дав.-гр. δρᾶμα — «дія», «діяння», «дійство») — літературний жанр, п'єса соціального, історичного чи побутового характеру з гострим конфліктом, який розвивається в постійній напрузі. Герої — переважно звичайні люди. Автор прагне розкрити їхню психологію, дослідити еволюцію характерів, мотивацію вчинків і дій.

## Історія жанру драми
Її зародження можна помітити в драматургії античності (трагедії Есхіла, Софокла, Евріпіда у Стародавній Греції). Проте частина літературознавців вважає, що драма як окремий жанр виникла лише у XVIII столітті, витіснивши трагедію.
Теоретиками драми були Л.-С. Мерсьє, Д. Дідро та Ґ.-Е. Лессінґ, які обґрунтували її специфіку та значення для розвитку літератури і театру. Вони ж і першими втілювали в життя теоретичні положення, давши світові так звану міщанську драму (Д. Дідро — «Позашлюбний син», «Батько родини»; Л.-С. Мерсьє — «Дезертир», «Незаможний»; Ґ.-Е. Лессінґ — «Міс Сара Сампсон», «Емілія Галотті»).
В основі цих творів лежали сімейно-родові конфлікти. На рубежі XVIII — XIX століття міщанська драма в західноєвропейській літературі зазнала серйозних змін. У ній переважає дидактичне начало, герої існують у тісному родинному мікросвіті. Поступово в міщанській драмі посилюються мелодраматичні елементи, простежується зародження нового жанру — мелодрами.
У літературі XIX ст. домінувала реалістична драма (засновник реалізму і революціонер театру Генрік Ібсен). Нарівні з реалістичною драмою (Р. Роллан, Дж. Прістлі, Ш. О'Кейсі, Артур Міллер, В. Гавел) важливу роль відіграє інтелектуальна драма, пов'язана з філософськими засадами екзистенціалізму (Жан-Поль Сартр, Жан Ануй), а також драма абсурду.

## Драма в українській літературі
Серед збережених дванадцяти драм давньої української літератури лише дві ґрунтуються на реальних подіях. Найдавніша з-поміж них — «Слово про збурення пекла» (середина XVII ст.). Також відомі драми: «Дія на страсті Христові списана» (80-ті XVII ст.); «Комедія на день Різдва Христового» (1702) Дмитра Туптало; «Торжество Єства Людського», інсценізоване в Києво-Могилянській академії 7 квітня 1706 р. Відомі також драми «Комічна дія» (1736) і «Властотвірний образ людинолюбства Божого» (1737) Митрофана Довгалевського; анонімна п’єса «Антипролог»; трагікомедія «Образ страстей світа сього» (1729) Сильвестра Ляскоронського та ін.
На початку XIX ст. в українській літературі з'являються драми («Наталка Полтавка» Івана Котляревського, «Простак» В. Гоголя, «Чари» Кирила Тополі, «Чорноморський побит» Якова Кухаренка, «Купала на Івана» С. Степана Писаревського). У всіх цих творах виявилися, з одного боку, риси шкільної драми, вертепу, притаманні українській драматургії попередньої доби, а з другого — враховано досвід західноєвропейської драми кінця XVIII ст. Ідейно-тематичні горизонти згаданих творів обмежувалися колом любовно-родинних взаємин. Однак, як і в європейській драмі, помітними були й кроки до реалістичного відображення дійсності. Згодом через обставини родинного плану порушувалися важливі суспільні проблеми («Назар Стодоля» Т. Шевченка, «Лимерівна» Панаса Мирного).
З 80-х років XIX ст. спостерігається розширення ідейно-тематичних обріїв драми, з'являються твори з життя інтелігенції, мешканців міста, порушуються проблеми взаємин села і міста («Не судилось» Михайла Старицького, «Доки сонце зійде…» Марка Кропивницького, «Житейське море» Івана Карпенка-Карого, «Украдене щастя» Івана Франка, «Нахмарило» Бориса Грінченка, «Мартин Боруля» Івана Карпенка-Карого.

## Українська драма XX століття
На рубежі XIX — XX століття переважає соціально-психологічна драма. Потім, як відгук на суспільно-політичну ситуацію початку XX століття, виникає політична драма. Людські характери досліджуються драматургами («Кассандра» Лесі Українки). Саме в творчості Лесі Українки мало не вперше в українській драматургії сягає свого апогею інтелектуальна, неоромантична драма, в якій увага з побутових обставин переноситься на психологію персонажів, досить складні й витончені інтелігентні переживання.
Новим кроком у розвитку драми стала творчість Володимира Винниченка, який наполегливо розробляв морально-етичну тематику, прагнучи осмислити суспільно-політичні проблеми засобами психологічної драми («Молода кров», «Чорна Пантера і Білий Ведмідь»).
Найвидатнішим представником українського ренесансу у драмі став Микола Куліш («Зона», «Патетична соната», «Вічний бунт», «Маклена Граса»). Активно розвивався цей жанр у повоєнні роки. Соціально-побутова та психологічна драма домінують у творчості Миколи Зарудного, Олекса Коломійця, Юрія Щербака, Лариси Хоролець, О. Корнієнка.

## Види
Історична драма — п'єса, в якій розповідається про життя й діяльність державних діячів, полководців та інших історичних осіб. Взірцями таких драм є «Володимир» Феофана Прокоповича, «Йосип Патріарх» Лаврентія Горки, анонімна «Милість Божа».
Мелодрама — різновид драми, з дуже емоційними переживаннями персонажів чи трагічними сюжетними подіями.
Психологічна драма зображує конфлікти особистості і суспільства крізь призму людських емоцій і чуттєвих переживань. На перший план виходить внутрішній світ героїв, їх інтимний простір, що формує їх вчинки. Дії героїв у психологічній драмі, як правило, знаходять своє психологічне пояснення та мотиви.
Нова драма — виникла в атмосфері культу науки, зумовленого надзвичайно бурхливим розвитком природознавства, філософії й психології, і, відкриваючи для себе нові сфери життя, всотала дух всемогутнього й всепроникного наукового аналізу.